# Джангиров, Эльдар
Эльда́р Джанги́ров (род. 28 января 1987), более известный как Э́льдар — американский джазовый пианист. Родился в Киргизской ССР, затем эмигрировал в Канзас, США. С 2016 года проживает в Нью-Йорке. Имеет волжско-татарское и русское происхождение.

## Ранние годы
Эльдар начал играть на фортепиано, когда ему было всего 3 года. Первыми учителями стали его родители.
Первое выученное произведение, о котором сохранились воспоминания — джазовый стандарт C-Jam Blues. Позже он брал уроки классической игры. В возрасте 9 лет его заметил нью-йоркский Чарльз МакУотер, который увидел его выступление на фестивале в Сибири.
Семья Эльдара переехала в Канзас-Сити, который их привлекал в большей степени своей джазовой историей. В течение жизни в этом городе, ещё не достигнув совершеннолетия, Эльдар начал завоёвывать репутацию настоящего вундеркинда, выиграв награду шоу NPR Мариан МакПартланд. Кроме того он стал самым молодым музыкантом принимавшим участие в её шоу.
Эльдар поступил в Международный Центр Искусств в подростковом возрасте, учился в школе им. св. Елизабетты и школе Бакстоу в Канзас-Сити штат Миссури. В конце концов семья переехала сначала в Сан-Диего, где он поступил в школу Франсис В. Паркера, а затем и в Лос-Анджелес, где он поступил в Торнтонскую школу музыки при Университете Южной Калифорнии.

## Стиль игры и влияние
Фортепианная игра Эльдара характерна потрясающей техникой и музыкальностью. Он играет в основном в стиле пост-боп, но на его манеру также повлияли и предшествующие пост-бопу стили.
На Эльдара повлияли МакКой Тайнер, Арт Тейтум, Оскар Питерсон, Херби Хэнкок и Брэд Мелдау.

## Дискография
- 2003 — Handprints
- 2005 — Eldar
- 2006 — Live at the Blue Note
- 2007 — Re-Imagination
- 2009 — Virtue
- 2011 — Three Stories
- 2013 — Breakthrough
- 2013 — Bach / Brahms / Prokofiev
- 2015 — World Tour Vol.1
- 2019 — Letter to Liz
- 2020 — Rhapsodize